# Mullsjö (commune)
Pour la localité, voir Mullsjö.
La commune de Mullsjö est une commune suédoise du comté de Jönköping. 7 109 personnes y vivent. Son siège se trouve à Mullsjö.